# Pomnik Ottona von Bismarcka w Opolu

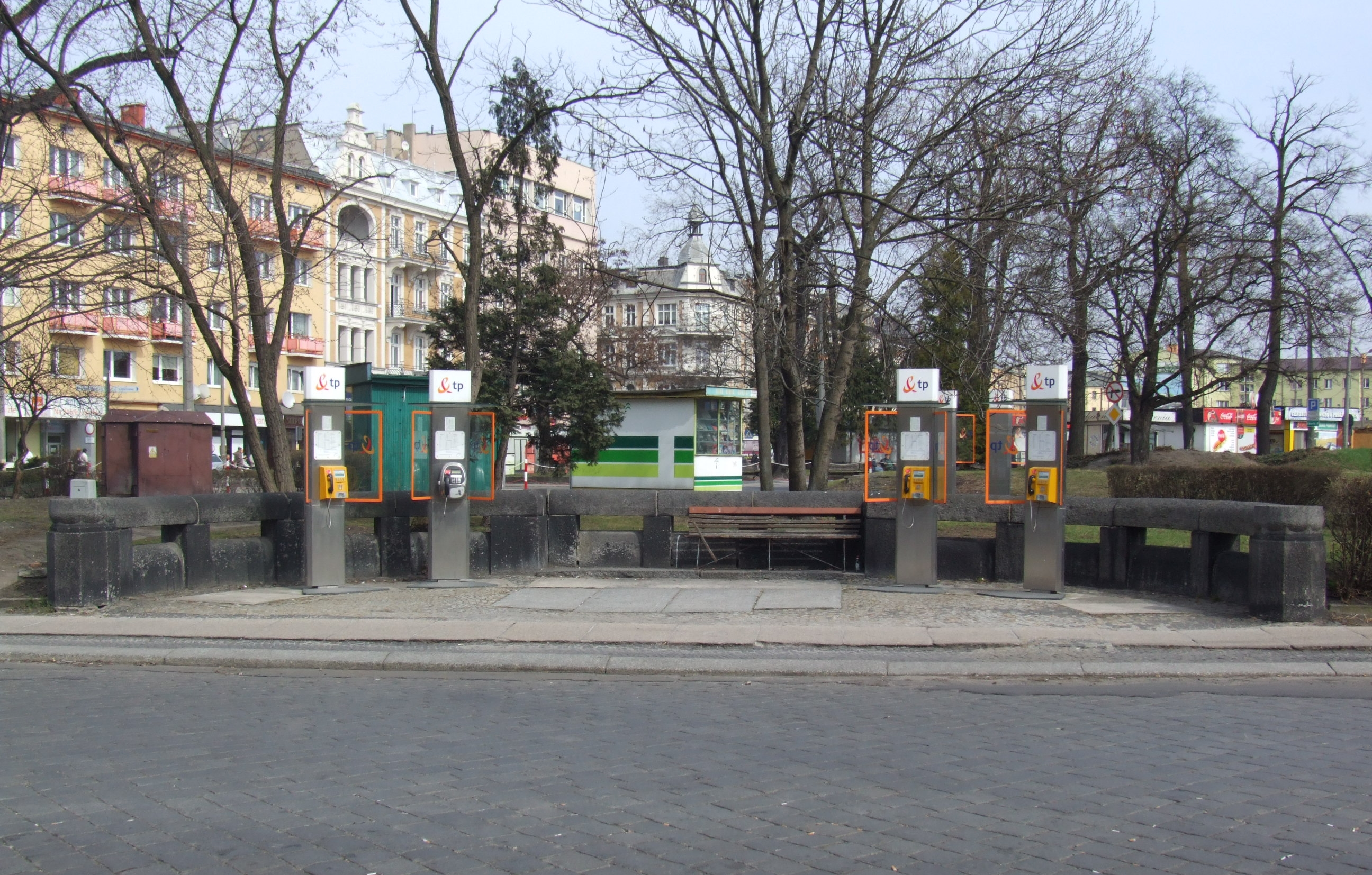
Miejsce, w którym stał pomnik, współcześnie: zachowana balustrada

Pomnik Ottona von Bismarcka w Opolu (niem. Bismarck-Denkmal) – nieistniejący dziś monument, stojący niegdyś przed budynkiem Poczty Głównej.

## Historia pomnika
W listopadzie 1910 roku miejscowe gazety podały informację, że w Opolu wkrótce stanie pomnik żelaznego kanclerza; miał być on wizytówką stolicy rejencji oraz poświadczać niemieckość i patriotyzm mieszkańców.
Zwycięzcą konkursu na projekt pomnika został Robert Bednorz, śląski architekt, kształcony we Wrocławiu i Berlinie.
Prace rozpoczęły się pod koniec 1910 roku, ale nabrały tempa dopiero w maju roku następnego. Budowę finansowano ze specjalnego funduszu rejencji opolskiej – koszty wyniosły 5339,20 marek (choć główne prace wykonała za darmo wrocławska firma Schall). 
Odsłonięcie zaplanowano początkowo na 30 lipca (rocznica śmierci kanclerza), ale ostatecznie odbyło się 20 sierpnia 1911 roku. Uroczystości przewodził prezydent rejencji Friedrich Ernst von Schwerin. Monument stanął w niewielkim akacjowym zagajniku, naprzeciwko głównego wejścia do okazałego gmachu poczty i, jednocześnie, przy budynku głównego dworca kolejowego.

## Wygląd pomnika
Pomnik miał kształt walcowatej, granitowej kolumny na postumencie – na środku kolumny znajdowała się brązowa płaskorzeźba z popiersiem Ottona von Bismarcka. Brak było jakichkolwiek inskrypcji, jedynie pod popiersiem znalazło się słowo Bismarck. Kolumnę otaczała półkolista balustrada, również ze śląskiego granitu, na końcach której znalazły się wazy na kwiaty.
Pomnik mierzył trzy i pół metra wysokości, kolumna miała ponad metr średnicy i ważyła 180 cetnarów.

## Dalsze losy
Pomnik Bismarcka stał przed pocztą do 1945 roku. Prawdopodobnie został zniszczony wkrótce po zajęciu miasta przez Armię Czerwoną w styczniu tego roku. Fragment pomnika został odnaleziony w styczniu 2021 roku podczas prac budowlanych przy dworcu Opole Wschodnie. Pod budynkiem dworca głównego do dziś przetrwała granitowa balustrada, poszarzała ze starości. Przy balustradzie postawiono ławkę oraz automaty telefoniczne (do niedawna w formie budki telefonicznej). W 2016 roku w miejscu automatów telefonicznych uruchomiono punkt wypożyczania rowerów miejskich.
W styczniu 2021 roku na budowie centrum przysiadkowego w pobliżu dworca Opole Wschodnie odnaleziono granitową kolumnę będącą w przeszłości główną częścią pomnika.